# Faro di Dubris
Dubris Pharos è un antico faro costruito dal governo della Britannia romana nel II secolo d.C. a Portus Dubris, l'attuale città di Dover. È il più alto edificio di epoca romana sopravvissuto nel Regno Unito ed è  uno dei pochissimi esempi di fari romani sopravvissuti.